# Kim Oh-gyu
Đây là một tên người Triều Tiên, họ là Kim.
Kim Oh-Gyu (tiếng Hàn: 김오규; sinh ngày 20 tháng 6 năm 1989) là một cầu thủ bóng đá Hàn Quốc thi đấu ở vị trí hậu vệ cho Gangwon FC.

## Thống kê sự nghiệp câu lạc bộ
Tính đến  5 tháng 11 năm 2011
| Thành tích câu lạc bộ | Thành tích câu lạc bộ | Thành tích câu lạc bộ | Giải vô địch | Giải vô địch | Cúp    | Cúp    | Cúp Liên đoàn | Cúp Liên đoàn | Tổng cộng | Tổng cộng |
| Mùa giải              | Câu lạc bộ            | Giải vô địch          | Trận         | Bàn          | Trận   | Bàn    | Trận          | Bàn           | Trận      | Bàn       |
| Hàn Quốc              | Hàn Quốc              | Hàn Quốc              | Giải vô địch | Giải vô địch | Cúp FA | Cúp FA | Cúp Liên đoàn | Cúp Liên đoàn | Tổng cộng | Tổng cộng |
| --------------------- | --------------------- | --------------------- | ------------ | ------------ | ------ | ------ | ------------- | ------------- | --------- | --------- |
| 2011                  | Gangwon FC            | K League 1            | 1            | 0            | 0      | 0      | 0             | 0             | 1         | 0         |
| 2012                  | Gangwon FC            | K League 1            | 33           | 0            | 1      | 0      | -             | -             | 34        | 0         |
| 2013                  | Gangwon FC            | K League 1            | 36           | 0            | 1      | 0      | -             | -             | 37        | 0         |
| 2014                  | Gangwon FC            | K League 2            |              |              |        |        | -             | -             |           |           |
| Tổng                  | Tổng                  | Tổng                  | 70           | 0            | 2      | 0      | 0             | 0             | 72        | 0         |